# Богомилы
Богоми́лы (серб. богумили) — название антиклерикального движения X—XV веков, которое появилось на Балканах (Болгария) и оказало влияние на французских катаров. Богомилы представляли собой многочисленную и весьма влиятельную партию в Болгарском царстве. Проповедник X века Богомил стал главным распространителем в Болгарии дуалистического (добро и зло существуют от вечности) учения гностического происхождения. Самые ранние сведения о богомилах находятся в книге «Беседа против богомилов» Козьмы Пресвитера (X век).
В Средние века богомильство распространилось на всю Европу, превратившись в общеевропейское христианское движение, получив другие названия:
- в славянских и греческих сочинениях: манихеи, мессалиане, евхиты, «армяне» (учение армян) и павликиане, а также «фунданты» (фундагиагиты), «бабуны» (по горному хребту Бабуна и одноимённой реке), в Боснии — патарены;
- на Западе: в Италии — манихеи, публикане (павликиане), патарены; в Германии — катары; в Южной Франции — альбигойцы (или «текстаранты»; от tissarands, ткачи).

## Учение
Согласно православным и римско-католическим источникам, богомилы учили, что на протяжении всего периода Ветхого Завета людьми управляли силы старшего сына Отца Небесного Сатанаила, и посылали на них Всемирный потоп, Вавилонское столпотворение и т. д. Иисус Христос, погибнув на кресте как смертный человек, благодаря Своей Божественной сущности сумел «разбожествить» Сатанаила, который оказался низвергнут в ад. О «Сатанаиле» как начальнике 10-го ангельского чина повествует некий «философ от греков», объяснявший князю Владимиру основы христианской веры. Сатанаил был свергнут с небес и замещён Михаилом, но потом оборотился змеем в Эдеме и вселился в Каина.
Основополагающая идея учения есть представление о том, что материальный мир не может быть творением Божиим, а является делом рук сатаны.
Отрешаясь от погрязшего в грехах мира, они пытались обрести близость к Богу и, таким образом, спасение. Они считали, что люди могут войти в Царствие Небесное только при условии крайнего аскетизма.
Поэтому они, согласно римско-католическим источникам, отрицали атрибуты веры, кажущиеся им обременительными, например:
1. Ветхий Завет (см. антиномизм);
2. церковная иерархия;
3. литургия;
4. мощи;
5. крест;
6. иконы (см. иконоборчество);
7. святость Богородицы, культ святых;
8. строительство церквей (храмов у богомилов не было вообще);
9. святость воскресенья.

С 1018 года (падение Первого Болгарского царства под натиском Византии) позиция дуализма обретала всё большую значимость в представлении приверженцев движения, эманация зла смещалась всё больше от падшего ангела к самостоятельному божеству.

## История
Богомильство возникло в южной и юго-западной Болгарии в X веке в годы правления царя Петра I (927—969). Антибогомильский Собор имел место в Тырнове в 1211 и в 1359 гг. На соборе «треклятая и богомерзкая ересь» богомильство характеризовалась как манихейство и возводилось к попу Богомилу.
Определённое влияние на богомилов имели павликиане, которых неоднократно переселяли во Фракию византийские императоры. Подтверждает сходство учений павликан и богомилов и Анна Комнина, однако отмечает новизну богомильства и влияние на них также движения мессалиан.
Из Болгарии богомильство проникло в другие страны Балканского полуострова: в Сербию, Боснию и Византию.
Ставший в 1081 году византийским императором Алексей I Комнин начал борьбу с еретиками. Под пытками члены секты указали на Василия Врача как на ересиарха, имевшего при себе 12 ближайших сподвижников-«апостолов». Император вызвал Василия к себе и хитростью заставил его выдать себя. Ересиарха, отказавшегося отречься от своих убеждений, приговорили к сожжению на костре в 1110 году, но казнь была отложена на 8 лет, в течение которых император безуспешно пытался добиться от Василия покаяния. В Византии приверженцы богомильства были известны под именем «фундагиагитов». В XIV веке она распространилась на Афоне.
Учение богомилов с Балканского полуострова распространилось на Запад, вероятно, через византийскую Южную Италию. На Западе последователей этого учения именовали манихеями, публиканами, патаренами — в Италии, катарами — в Германии (отсюда Ketzer — еретик), альбигойцами — в Южной Франции (от города Альби), а также текстарантами (от tissarands — «ткачи»). Болгарское происхождение этой секты забыто не было, и потому она именовалась у западных писателей также Bulgarorum haeresis, bulgari, bugri (отсюда бранное французское слово bougre).
Вследствие близких контактов Русской церкви с Болгарской из Болгарии богомильские идеи проникли и на Русь, где значительное богомильское влияние сказалось в области апокрифической литературы.
Последние свидетельства о богомилах относятся к XVII веку.

## Влияние
Учение богомилов не только ощутимо повлияло на французских катаров (альбигойцев), но также и на вальденсов и, тем самым, на движение Реформации.
В Боснийском королевстве богомильская вера являлась официальной с XIII по XV века. Болгарские же богомилы области Пловдива и Свиштова в XVII веке стали католиками.
Г. В. Флоровский в «Путях русского богословия» считал, что «богомилы» повлияли на формирование русского православия, привнеся болгарскую «мрачную доктрину». Многие принципы богомилов имеются также у русских стригольников и толстовцев, а также хлыстов. Также, по мнению Александра Меня (основанному на «Повести временных лет»), богомилы под именем волхвов были зачинщиками Ростовского восстания 1071 года.